# Shakeem Hall-Smith
Shakeem Hall-Smith (* 21. April 1997 in Nassau) ist ein bahamaischer Hürdenläufer, der sich auf die 400-Meter-Distanz spezialisiert hat.

## Sportliche Laufbahn
Erste internationale Erfahrungen sammelte Shakeem Hall-Smith bei den CARIFTA Games 2016 in St. George’s, bei denen er in 14,12 s die Bronzemedaille im 110-Meter-Hürdenlauf in der U20-Altersklasse gewann. Anschließend schied er bei den U20-Weltmeisterschaften in Bydgoszcz mit 14,03 s in der ersten Runde aus. 2018 begann er ein Studium an der University of Texas at El Paso in den Vereinigten Staaten und 2019 belegte er bei den U23-NACAC-Meisterschaften in Santiago de Querétaro in 51,64 s den sechsten Platz über 400 m Hürden und sicherte sich mit der bahamaischen 4-mal-100-Meter-Staffel in 40,33 s die Silbermedaille hinter dem Team aus den Vereinigten Staaten. 2022 belegte er bei den NACAC-Meisterschaften in Freeport in 52,49 s den achten Platz über 400 m Hürden und gewann mit der 4-mal-400-Meter-Staffel in 3:06,21 min gemeinsam mit Kinard Rolle, Alonzo Russell und Wendell Miller die Bronzemedaille hinter den Teams aus den Vereinigten Staaten und Jamaika. Im Jahr darauf schied er bei den Weltmeisterschaften in Budapest mit 49,61 s in der ersten Runde über 400 m Hürden aus.
In den Jahren von 2021 bis 2023 wurde Hall-Smith bahamaischer Meister im 400-Meter-Hürdenlauf. 

## Persönliche Bestzeiten
- 110 m Hürden: 13,73 s (+1,1 m/s), 16. Mai 2021 in Murfreesboro
- 400 m Hürden: 49,25 s, 14. Juli 2023 in Langley